# ヘンリク・ダルスゴーア
ヘンリク・ダルスゴーア（Henrik Dalsgaard、1989年7月27日 - ）は、デンマーク・ヴィボー出身のプロサッカー選手。元デンマーク代表。デンマーク・スーペルリーガ・オーフスGF所属。ポジションは、ディフェンダー。身長192cmでスピードのある大型の右サイドバック。

## 経歴

### クラブ
2008年12月、デンマーク・スーペルリーガのAaBと2年契約を締結。2009年5月31日のFCノアシェラン戦でプロ初ゴールを決めた。
2015年12月、SVズルテ・ワレヘムに2年半契約で移籍
2017年5月23日、7月1日付でEFLチャンピオンシップのブレントフォードFCに移籍することが発表された。
2021年6月7日、FCミッティランへの移籍が発表された。
2024年5月27日、オーフスGFへの移籍が発表された。

### 代表
U20年代からデンマーク代表に選出されている。
2016年3月24日のアイスランド代表戦でフル代表デビュー。2019年3月26日に開催されたUEFA EURO 2020予選のスイス代表戦で初ゴールを決めた。

## 代表歴

### 出場大会
- デンマーク代表
  - 2018 FIFAワールドカップ

### 試合数
- 国際Aマッチ 27試合 1得点（2013年-2020年）[11]

| デンマーク代表 | 国際Aマッチ | 国際Aマッチ |
| 年             | 出場        | 得点        |
| -------------- | ----------- | ----------- |
| 2013           | 1           | 0           |
| 2014           | 0           | 0           |
| 2015           | 0           | 0           |
| 2016           | 3           | 0           |
| 2017           | 5           | 0           |
| 2018           | 10          | 0           |
| 2019           | 7           | 1           |
| 2020           | 1           | 0           |
| 通算           | 27          | 1           |

## タイトル
AaB
- デンマーク・スーペルリーガ: 2013-14[2]
- デンマーク・カップ: 2013-14[2]

ズルテ・ワレヘム
- ベルギーカップ: 2016-17[2]

ミッティラン
- デンマーク・スーペルリーガ: 2023-24[2]
- デンマーク・カップ: 2021-22[2]